# Un poli violent
Un poli violent, Violent Cop (その男、凶暴につき, Sono otoko, kyōbō ni tsuki) és una pel·lícula japonesa de 1989, dirigida, muntada i protagonitzada per Takeshi Kitano. Ha estat doblada al català.
Suposa el debut cinematogràfic de Kitano com a director, un debut fortuït, ja que el director que anava a realitzar el film era Kinji Fukasaku, però una malaltia el va dur a abandonar el projecte i finalment Kitano que era l'actor protagonista fou també el director després de parlar-ho amb el productor. El llargmetratge, estrenat el 12 d'agost de 1989, va suposar l'inici de la carrera de Kitano com a director.

## Argument
La història gira entorn de la figura del detectiu Azuma (Takeshi Kitano), un policia solitari que no dubta a fer ús d'una violència extrema i desmesurada per aconseguir reduir als delinqüents, és igual si aquests són membres de la màfia o una colla d'adolescents que ha agredit a un rodamón. Azuma té una germana (Maiko Kawakami) que pateix trastorns mentals i que acaba de ser donada d'alta a l'hospital psiquiàtric, per la qual cosa el mateix Azuma s'encarrega d'ella.
La dura lluita contra una banda de narcotraficants porta a Azuma dues desgràcies que li marcaran: la mort del seu amic i col·lega Iwaki (Sei Hiraizumi), policia corrupte que treia profit de la droga requisada per la policia; i el segrest de la seva germana pels narcotraficants. Tots dos successos porten a Azuma a emprendre pel seu compte i risc, i sense cap sentit de l'ètica, una lluita aferrissada contra els responsables de tals actes.

## Comentaris
Violent Cop és l'escruixidora i excitant targeta de visita amb la qual Kitano es va presentar en l'àmbit de la direcció cinematogràfica i va mostrar alguns dels trets temàtics i tècnics que han acompanyat al director japonès al llarg de tota la seva carrera: la violència com a element central de les seves pel·lícules (serien excepcions els films Escena enfront del mar, Dolls i, en certa manera, HANA-BI i Zatōichi), l'ocupació d'unes bandes sonores atractives que marquen amb gran èxit el ritme de la història, els amplis silencis o el·lipsis que amb freqüència ofereixen una força comunicativa major que els diàlegs i els plànols frontals.

## Repartiment
- Takeshi Kitano - Azuma
- Maiko Kawakami - Akari
- Makoto Ashikawa - Kikuchi
- Shirō Sano - Yoshinari
- Sei Hiraizumi - Iwaki
- Mikiko Otonashi - Iwaki's Wife
- Hakuryu - Kiyohiro
- Ittoku Kishibe - Nito
- Ken Yoshizawa - Shinkai
- Hiroyuki Katsube - Cap del departament policial de Higuchi
- Noboru Hamada - Detectiu en cap Araki
- Yuuki Kawai - Detectiu Honma
- Taro Ishida - Detectiu Tashiro

## Banda Sonora
El tema musical del piano que s'escolta en diverses ocasions durant la pel·lícula és Gnossienne No.1 d'Erik Satie.